# Benjamin Debusschere
Pour les articles homonymes, voir Debusschere.
Benjamin Debusschere, dit Benny, né le 7 décembre 1968 à Tirlemont, est un joueur de football belge, qui évoluait comme défenseur. Il commence sa carrière professionnelle en 1990 à Anderlecht, et y met un terme en 2001 à la suite de blessures récurrentes au talon d'achille, à seulement 33 ans.
Durant sa jeunesse, il est repris en équipe nationale dans différentes catégories d'âge, des moins de 15 ans aux moins de 19 ans.

## Carrière
Formé à Anderlecht, il est lancé en équipe première en 1990 par Aad de Mos. Il ne joue qu'un match lors de la saison 1989-1990, et fait quelques apparitions dans le noyau la saison suivante, remportée par Anderlecht. Après ce titre, il décide de partir pour Seraing, club de Division 2 qui aspire à retrouver la première division au plus vite. Après un échec lors du tour final en 1992, Seraing remporte le titre haut la main la saison suivante, terminant la saison invaincu.
En 1996, Seraing est absorbé par son voisin du Standard de Liège et Debusschere est conservé dans l'effectif du nouveau club. Il joue deux saisons pour les Rouches, puis en 1998, il repart en D2, au FC Malines. Son passage au niveau inférieur ne dure qu'une saison, grâce au titre remporté par les malinois en 1999. Quand le club redescend en Division 2 à la fin de la saison 2000-2001, il met un terme à sa carrière professionnelle.

### Palmarès
- 1 fois champion de Belgique en 1991 avec Anderlecht.
- 2 fois champion de Belgique de D2 en 1993 avec Seraing et en 1999 avec Malines.